# Castell de San Marcos
El Castell de San Marcos és el fort de maçoneria més vell als Estats Units (el castell de San Felipe del Morro a San Juan de Puerto Rico és més vell). Està situat a la riba occidental de la badia de Matanzas a la ciutat de Saint Augustine, Florida.
El fort va ser dissenyat per l'enginyer espanyol Ignacio Daza. La construcció es va iniciar el 1672, 107 anys després que es fundés la ciutat per l'almirall espanyol i conqueridor Pedro Menéndez de Avilés, quan la Florida era part de l'Imperi Espanyol. La construcció del fort va ser ordenada pel Governador Francisco de la Guerra y de la Vega després de la batuda destructiva del corsari anglès Robert Searles. La feina de construcció es va realitzar després de la Guerra de Successió Espanyola, sota l'administració de Manuel de Cendoya el 1671, tot i que la primera pedra no va ser col·locada fins a finals del 1672.
Després que el Regne de la Gran Bretanya obtingués el control de la Florida el 1763 de conformitat amb el Tractat de París (1763), Sant Augustine esdevindria la capital britànica de la Florida oriental, i el fort va ser rebatejat amb el nom de Fort Saint Mark, fins a la Pau de París (1783) quan Florida va ser retornada a Espanya. El 1819 Espanya va signar el tractat d'Adams-Onís que cedia Florida als Estats Units el 1821; conseqüentment el fort va ser designat una base de l'Exèrcit dels Estats Units i rebatejat amb el nom de Fort Marion, en honor de l'heroi de la Guerra Revolucionaria americana Francis Marion. El 1942 el nom original Castell de San Marcos, va ser restaurat per una llei del Congrés. El fort va ser declarat Monument Nacional el 1924, i després de 251 anys de possessió militar contínua, va ser desmantellat el 1933. Les 8,29 hectàrees (20,48 acres) d'extensió van ser incloses dins el Servei de Parcs Nacionals dels Estats Units.
El Castell de San Marcos va ser assetjat dues vegades: La primera per les forces colonials britàniques dirigides pel governador de la colònia de Carolina, James Moore el 1702, i després pel governador de la colònia de Geòrgia, James Oglethorpe el 1740. La possessió del fort va canviar sis cops, pacíficament, entre quatre governs diferents: l'Imperi espanyol, el Regne de la Gran Bretanya, els Estats Confederats d'Amèrica i els Estats Units d'Amèrica (Espanya i els Estats Units van tenir-ne la possessió dos cops cadascú).
Sota el control dels Estats Units el fort va ser utilitzat com a presó militar per a empresonar membres de diverses tribus natives americanes començant pels seminola — incloent-hi el capità famós, Osceola, en la Segona Guerra Seminola—i membres de diverses tribus orientals que inclouen la banda de Gerónimo d'apatxes chiricahua. La forma d'art americana nativa coneguda com a art Ledgerva tenir els seus orígens al fort durant l'empresonament dels membres de les tribus de les planúries com Howling Wolf de la tribu de xeienes del sud.

## Construcció

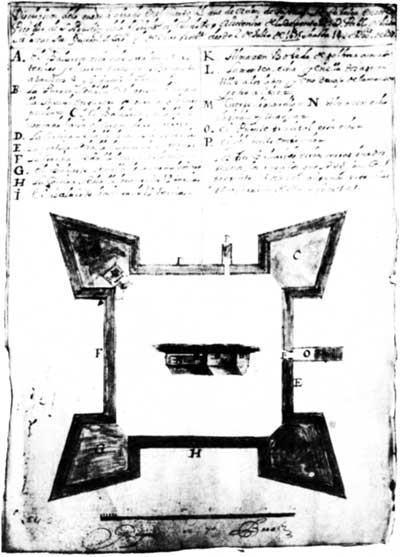
Pla de construcció del Castillo de San Marcos el 1677

La ciutat europea de St. Augustine va ser fundada per l'almirall Pedro Menéndez de Avilés de la Corona espanyola el 1565 sobre la ubicació d'un poble americà natiu anterior anomenat Seloi. Durant els següents cent anys, els espanyols van construir nou forts de fusta per la defensa de la ciutat en diverses ubicacions. La necessitat de construir fortificacions va ser reconeguda després de ser atacats per Sir Francis Drake i la seva flota de 20 vaixells el 1586. Seguit de l'atac de 1668 pel pirata anglès Robert Searle. La reina regent d'Espanya, Maria Anna d'Àustria, va aprovar la construcció d'una fortificació maçònica per protegir la ciutat.
El Castell és un fort d'estrella de la maçoneria fet d'una pedra anomenada coquina' (que ve de l'espanyol"closques petites"), va ser fet de closques antigues que havien de ser assamblades juntes per formar un tipus de pedra similar a la calcària. Els treballadors van ser portats des de l'Havana, Cuba, per construir el fort, juntament amb peons americans natius. La coquina era extreta del 'rei de la pedrera' (King's Quarry en angles) a l'illa Anastàsia en el que avui és el parc estatal d'Anastàsia, creuant la badia de Matanzas des del Castell, i transportat amb tren fins al lloc on s'estava construint. La construcció es va iniciar el 2 d'octubre de 1672 i va durar vint-i-tres anys, finalitzant el 1695.

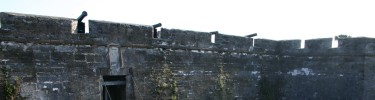
Els barrils de canons van ser desplegats en el terraplè projectats cap a l'exterior a través de múltiples troneres, situades al llarg de la paret de cortina entre els baluards de Sant Pere i Sant Agustí. Al centre de la paret esquerra hi ha la portella —l'única entrada al fort, que va assolir via pont llevadís del ravellí, situat dins del fossar.

El fort té quatre baluards anomenats Sant Pere, Sant Agustí, Sant Carles i Sant Pau amb un revellí protegint el pont llevadís. Als dos costats hi ha un gran glacis que va ser construït per forçar que qualsevol atacant per avançar recte hagués d'anar cap als canons del fortí permeten al canó de disparar per procedir a enfonsar amb una eficàcia més gran atacant objectius múltiples. Immediatament envoltant el fort hi ha un fossar que podria ser inundat a una profunditat d'un peu durant la marea alta amb aigua del mar de la badia Matanzas prèviament a un atac, utilitzant comportes construïdes a l'escuderia.
Les troneres múltiples van ser construïdes a la paret de cortina al llarg de la part superior del fort així com als baluards pel desplegament de canó de diversos calibres. Troneres d'infanteria eren també construïts a les parets al mateix nivell del terraplè pel desplegament de mosquets pels defensors del fort. Va ser a través d'una d'aquestes troneres que vint Seminoles fets presoners fugirien el 1837.

## Primer setge britànic

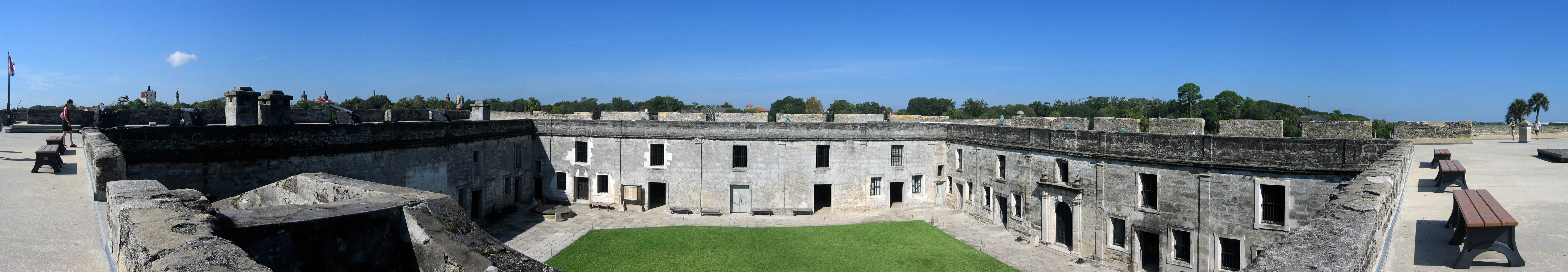
Vista de la plaça d'armes del castell de San Marcos.

El 1670, la ciutat de Xarles Town (avui Xarleston, Carolina del Sud) va ser fundada per colonitzadors britànics. Es trobava solament a dos dies de vela de l'assentament britànic de Sant Agustí; La presència del poble anglès i la forta presència de comerciants britànics en territori espanyol van estimular a Espanya la necessitat de la construcció d'un fort. El 1702, les forces colonials angleses sota les ordres del Governador de Carolina James Moore, va embarcar en una expedició per capturar Sant Agustí aviat en la Guerra de la reina Anna.
Els anglesos van assetjar St. Augustine el novembre 1702. Aproximadament 1.500 ciutadans i soldats van ser amuntegats al fort durant el setge de dos mesos. Els canons anglesos eren petits i van tenir un efecte molt reduït sobre les parets del fort, perquè la coquina era molt eficaç absorbint l'impacte de les bales. El setge es va trencar quan la flota espanyola va arribar des de l'Havana, atrapant alguns vaixells anglesos a la badia. Els anglesos van ser derrotats i van cremar els seus propis vaixells per impedir que caiguessin sota control espanyol, i llavors es van retirar per terra fins a Carolina. La ciutat de St. Augustine va ser destruïda, en part pels espanyols i en part pels anglesos arran del setge.

## Segon període de construcció
A principis del 1738, sota la supervisió de l'enginyer espanyol Pedro Ruiz d'Olano, l'interior del fort va ser redissenyat i va ser reconstruït. Les habitacions interiors van ser construïdes més a l'interior, i unes voltes als sostres van reemplaçar l'original de fusta. Els arcs de volta de canó van substituir els originals de fusta. Els arcs de volta de canó permetien una protecció més eficaç contra bombardejos i permetien als canons ser situats al llarg de la coberta d'armes, no només a les cantonades dels baluards. Els sostres nous van requerir augmentar l'alçada de la paret exterior des dels vuit metres fins als 10 metres (de 26 a 33 peus).

## Segon setge britànic

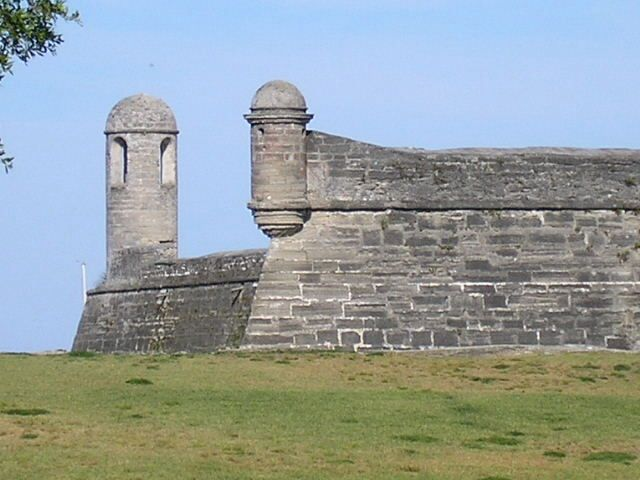
La garita (primer pla) i el campanar al fort

Espanya i Gran Bretanya eren rivals a Europa, i ambdós països van fundar imperis en el nou món, la seva rivalitat va continuar també allà. El 1733 un vaixell britànic, la Rebecca, comandada pel Capità Robert Jenkins, va ser confiscada al carib pels guardacostes espanyols.Sospitant que el vaixell britànic havia estat comerciant il·legalment amb colònies espanyoles (que estava prohibit per ambdós, Espanya i Gran Bretanya), els espanyols van buscar el vaixell. Una lluita va esclatar entre els mariners espanyols i britànics. En l'escaramussa, a Jenkins li va tallar l'orella un oficial espanyol, qui la va agafar i va dir "porta-la al teu rei i digues-li que si ve, li serviré de la mateixa manera!" Quan Jenkins va informar de l'incident a les autoritats britàniques, van utilitzar-ho com a pretext per declarar la guerra a Espanya el 1739. La guerra va ser anomenada la Guerra de l'Orella de Jenkins.
Després que l'almirall britànic Edward Vernon va obtenir una victòria enorme a Portobelo, el general James Oglethorpe, el fundador de Geòrgia, va imitar-lo ràpidament a Amèrica del Nord. El juny de 1740, Oglethorpe i una flota anglesa de set vaixells va aparèixer a Saint Augustine. Com en el setge de 1702, tres-cents soldats i 1.300 residents van trobar refugi en l'interior de les parets del castell. Durant 27 dies els britànics van bombardejar tant el castell com Saint Augustine. Adonant-se que el seu canó no foradava les parets del Castell, Oglethorpe va decidir a fer morir de fam a la gent de Saint Augustine bloquejant l'entrada a través del riu Matanzas i totes les carreteres que arribaven a Saint Augustine. Cap subministrament podia arribar a la ciutat. Amb la moral baixa i escassetat de subministraments per a les pròpies tropes, Oglethorpe va haver de retractar-se. Per tal de protegir la ciutat de setges i bloqueigs futurs, els espanyols van construir el fort Matanzas per guardar l'entrada, la qual podia ser usada com una entrada posterior per evitar el sistema de defensa primària de Saint Augustine.

## Ocupació britànica

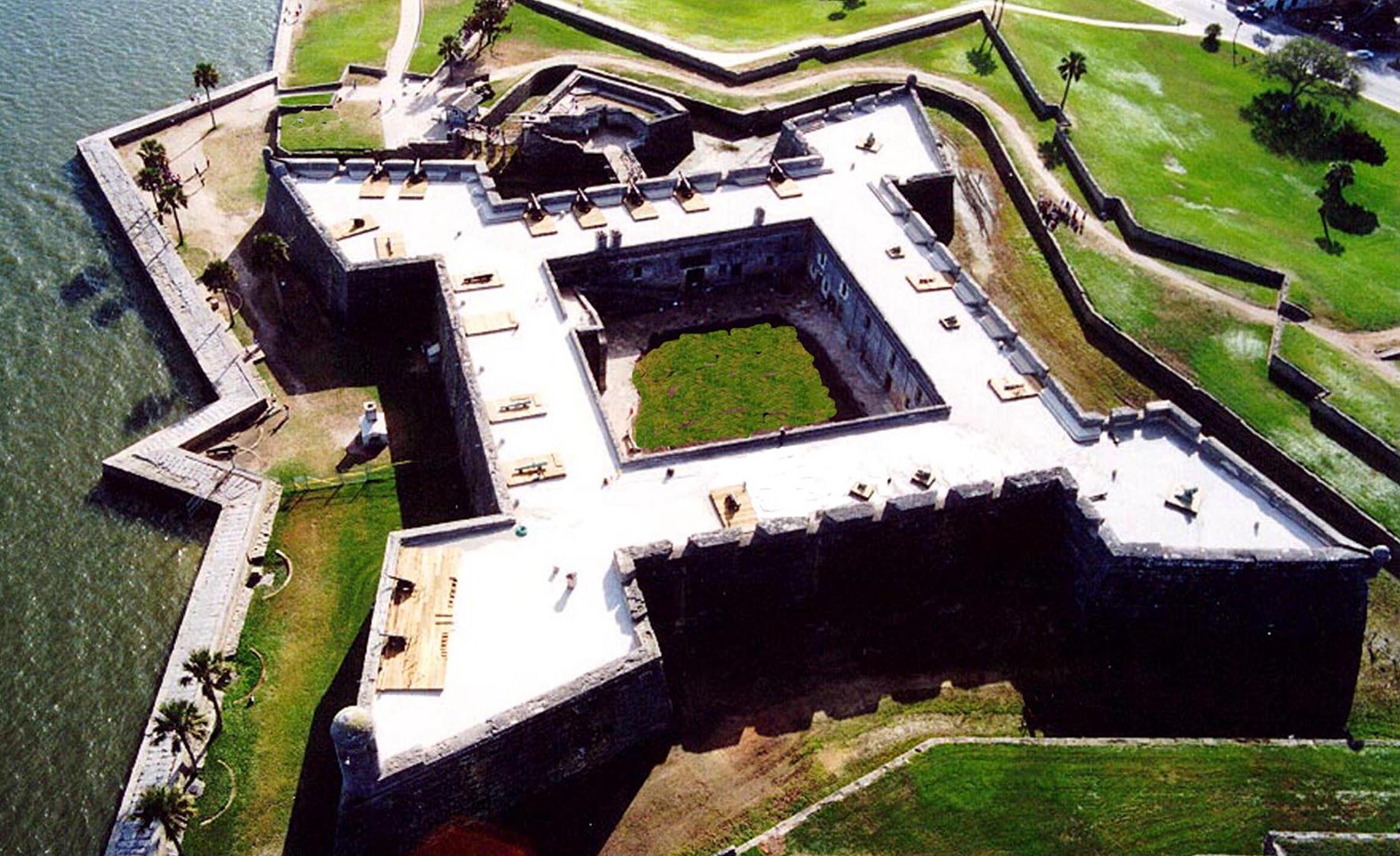
Una vista aèria del Castell de San Marcos.

El 1763, els britànics van iniciar gestions per prendre el control del castell sense l'ús de la força. Com a part del 
Tractat de París (1763) després de la Guerra dels Set Anys, Gran Bretanya va obtenir el control de la Florida espanyola a canvi de retornar a l'Havana i Manila a Espanya. El 21 de juliol de 1763, el governador espanyol va entregar el Castell als britànics, que van establir St. Augustine com la capital de la província de Florida Oriental, establert així per la Proclamació reial de 1763.
Els britànics van fer alguns canvis al fort, i el van rebatejar com a fort de St. Mark. Mentre la Gran Bretanya era el poder dominant dins Amèrica del Nord, no es van preocupar pel manteniment del fort en condicions òptimes. Aquesta actitud va prevaldre fins a l'esclat de la Guerra de la Independència dels Estats Units. El fort va ser utilitzat com a presó militar durant la guerra. Entre els presoners hi va haver Christopher Gadsden, el governador-Lloctinent de Carolina del Sud. Va ser també un delegat al Congrés Continental i un brigadier general de l'Exèrcit Continental durant la guerra. Va ser alliberat després d'onze mesos.
Les millores van ser iniciades al fort, en harmonia amb la seva nova funció com a base d'operacions pels britànics del sud dels Estats Units. Les portes i les parets van ser reparades, i a les segones plantes s'hi van afegir diverses habitacions per augmentar la capacitat d'allotjament del fort. El castell va veure l'acció durant la revolució americana principalment com a presó encara que St Agustine va dirigir diverses expedicions que van ser avortades des de Georgia. Molts lluitadors revolucionaris que havien estat capturats a Xarleston van ser retinguts allí quan va ser adquirida pels britànics. La guerra declarada per Espanya contra Gran Bretanya el 1779, va buidar les forces del fort de St Marc i va mantenir als britànics ocupats. Bernardo de Gálvez, governador de la Louisiana espanyola, va atacar diverses ciutats sota domini britànic a l'oest de Florida, fent-les caure totes. L'única gran operació britànica que va utilitzar tropes de Saint Augustine estaven descoordinades però van aconseguir fer caure amb èxit a Geòrgia durant la primera batalla de Savannah; la ciutat va caure davant les tropes de Nova York abans que les tropes de St. Augustine arribessin.
Al final de la guerra, el 1783 el Tractat de París va declarar el retorn de Florida a Espanya. El 12 de juliol de 1784, les tropes espanyoles van retornar a St. Augustine.

## Segon període espanyol

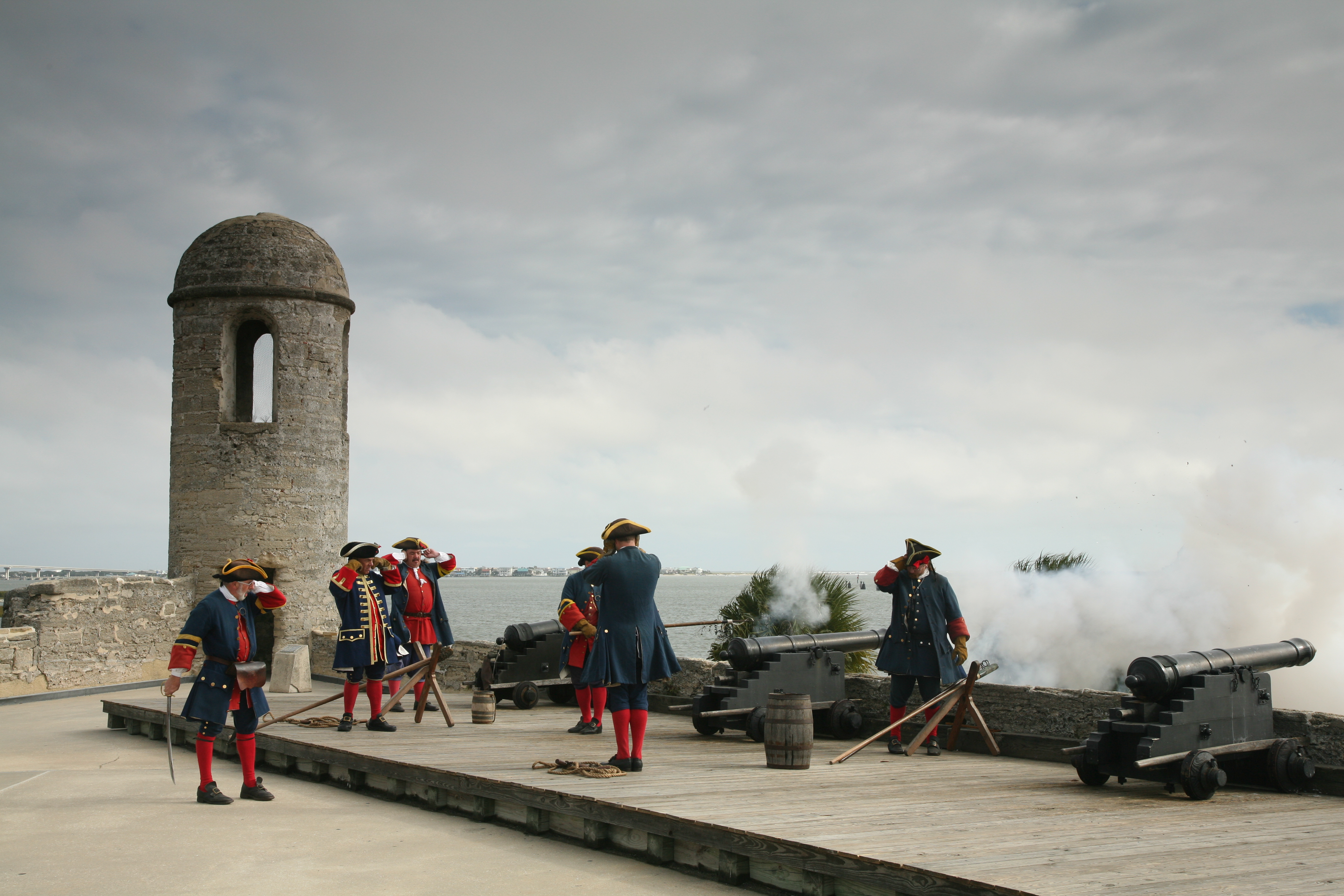
Recreació dels soldats espanyols que disparen els canons.

Quan Espanya va recuperar el control sobre Florida van trobar molts canvis en el territori. Molts espanyols havien deixat Florida després d'entregar-la a Gran Bretanya, i molts dels ciutadans britànics es van quedar després de ser retornada a Espanya. Van sorgir molts problemes de fronteres entre la Florida espanyola i els nous Estats Units. Espanya va canviar el nom del fort tornant-lo a anomenar Castell de San Marcos, i va continuar construint sobre les millores que Gran Bretanya havia fet en el fort per enfortir el control espanyol sobre el territori. Tanmateix, a causa de l'increment de la pressió dels Estats Units i entre altres factors, el 1819, Espanya va signar el Tractat d'Adams-Onís, cedint Florida als Estats Units, transferència que es va realitzar el 1821.

## Primer període dels Estats Units

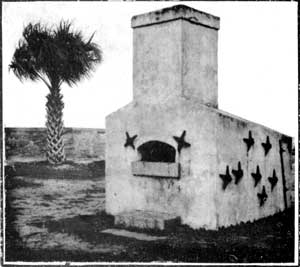
Forn d'incineració de bales de canó utilitzat per escalfar bales de canó per a disparar als vaixells enemics de fusta.

En rebre el fort d'Espanya, els americans van canviar el seu nom a Fort Marion. Es va donar aquest nom en honor del general Francis Marion, un heroi de Guerra Revolucionari americà amb el sobrenom "La guineu del pantà". Estructuralment van fer pocs canvis al fort durant aquest temps. Algunes cambres dels mals endreços van ser convertides a cel·les d'una presó a conseqüència de les seves portes pesades i les finestres barrades. També, part del fossat va ser omplert i transformat a una pila d'artilleria com a part del sistema de defensa costanera americà. L'escullera original espanyola va ser desmantellada a nivell de terra i una nova escullera va ser construïda immediatament adjacent al costat de l'escullera original. En aquells moments es va construir un forn d'incineració de bales de canó darrere del fossar per omplir la secció del fossar darrere de la pila d'aigua de nova construcció. Boles de canó van ser escalfades en el forn d'incineració per a disparar-los als vaixells de fusta enemics.
L'octubre de 1837, durant la Segona Guerra Seminola, el cap dels seminoles, Osceola va ser capturat i fet presoner pels americans mentre assistien a una conferència de pau sota una bandera de treva. Va ser empresonat al fort juntament amb els seus seguidors, incloent-hi Uchee Billy, King Philip i el seu fill Coacoochee (Gat Salvatge). Uchee Billy va ser capturat el 10 de setembre de 1837, i va morir al fort el 29 de novembre. El seu crani va ser mantingut com a curiositat per Frederick Weedon, qui també va decapitar Osceola després de la seva mort al Fort Moultrie i va mantenir el cap en conserva.
La nit del 19 de novembre de 1837, el Coacoochee juntament amb Talmus Hadjo, i 17 guerrers i dues dones seminoles van fugir de Fort Marion aprofitant l'obertura de 203 cm (8 polzades) de l'espitllera situada a la part superior de la cel·la, i van lliscar a través d'una corda improvisada fins al fossar. Es van obrir pas fins a la desembocadura del riu Tomoka on van fer un campament. A causa del tracte rebut a la presó van jurar continuar lluitant i prolongar la guerra durant quatre anys més. Antigament la cèl·lula, on Coacoocheed van fugir, havia sigut part de les tradicions oficials del fort.

## Període dels Estats Confederats

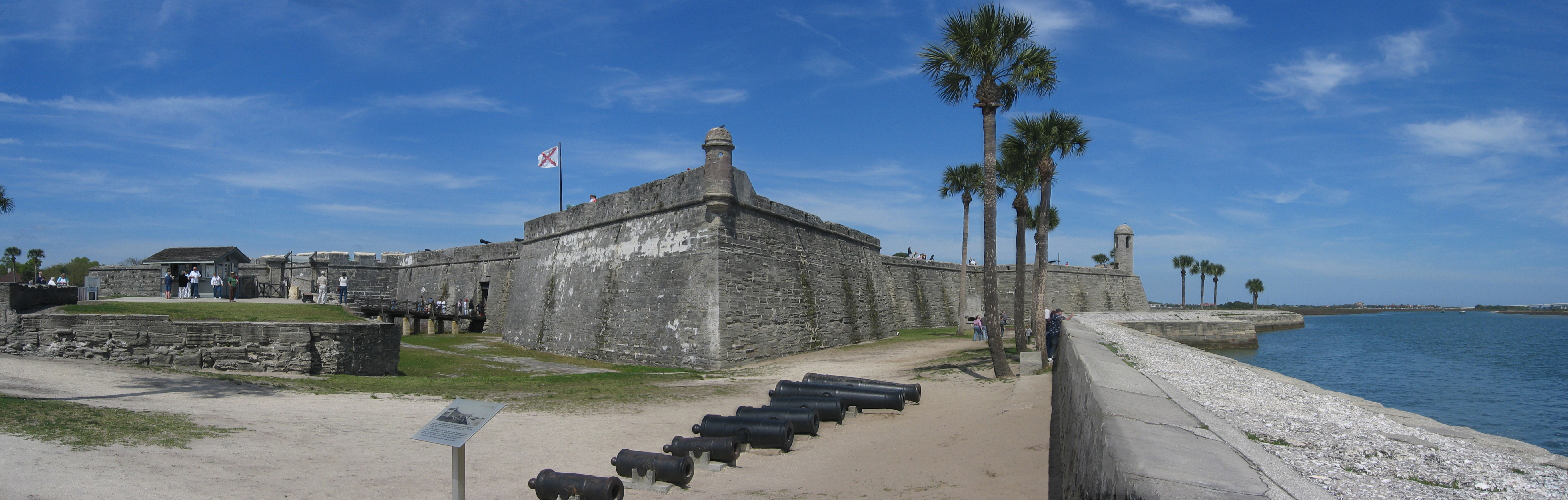

El gener de 1861, Florida es va separar dels Estats Units en els primers mesos de la Guerra Civil Americana. Les tropes de la unió s'havien retirat del fort, deixant només un home darrere com a vigilant. El gener de 1861, les forces Confederades van marxar cap al fort. El soldat de la unió vigilant del fort es va negar a rendir-se llevat que se l'acceptés a la confederació. Se'l va acceptar a la confederació i el fort va ser empresonat per la Confederació sense que es disparés cap bala. La major part de l'artilleria del fort va ser enviada a altres forts, deixant només cinc canons a la pila d'aigua per defensar el fort.
La milícia "els blaus de Sant Agustí", una unitat de milícia formada a Saint Augustine va ser inscrita a l'exèrcit de la confederació al fort Marion el 5 d'agost de 1861. Van ser assignats a la recentment organitzada a la tercera Infanteria de Florida com a Companyia B. Més d'una dotzena de membres anteriors dels "blaus de Sant Agustí" estan enterrats en una mateixa fila al cementiri de la ciutat de Tolomato.
El fort juntament amb la resta de la ciutat de St. Augustine van ser reenvaits per tropes de la Unió després que l'alcalde suplent Cristóbal Bravo rendís oficialment la ciutat al comandant de la flota Armada de la Unió "C.R.P Rodgers" l'11 de març de 1862. Les forces de la confederació havien abandonat la ciutat el vespre anterior anticipant l'arribada de la flota de la unió sota el comandament de Commodore Dupont.

## Segon període dels Estats Units

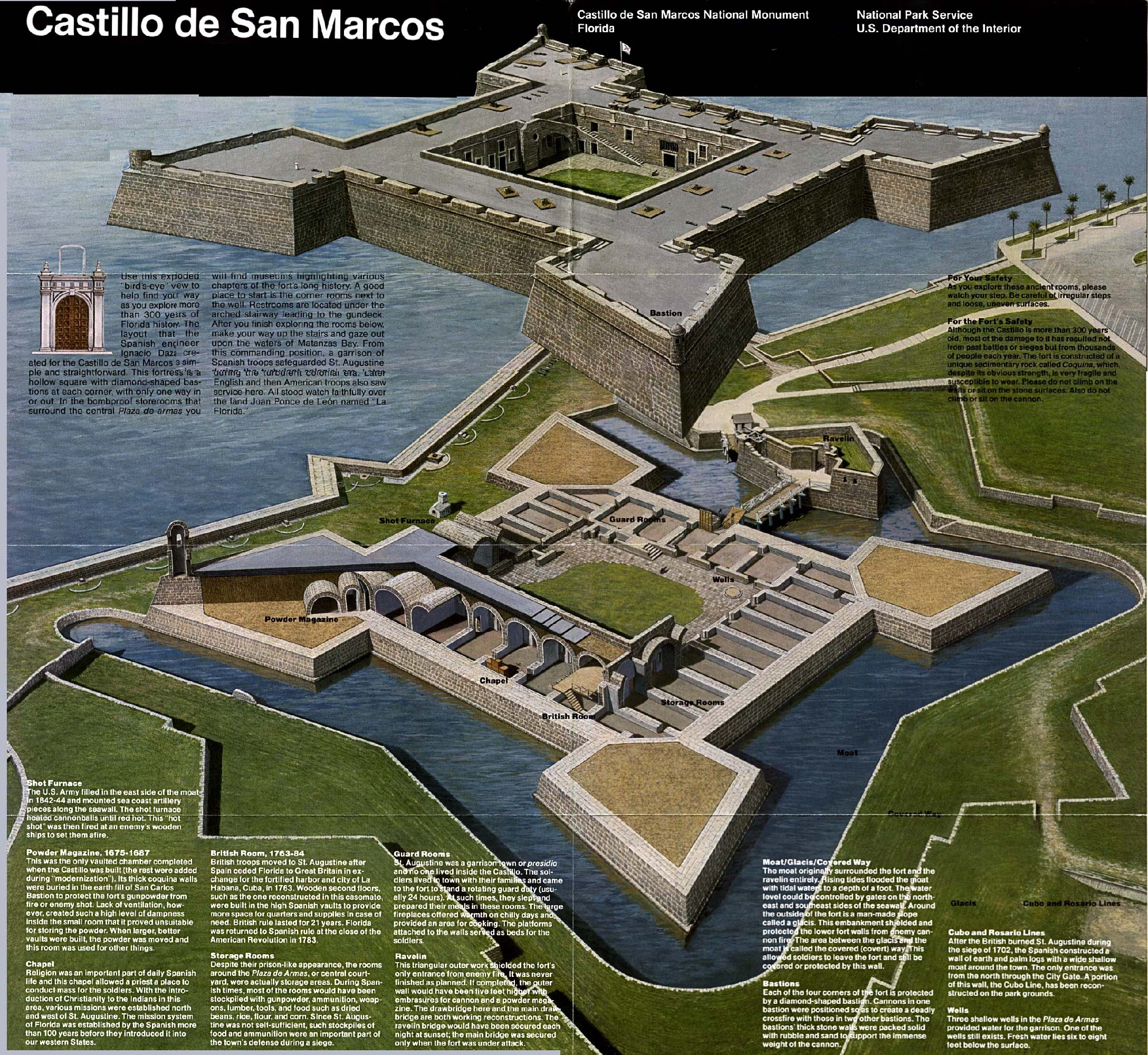
Fulletó Servei de Parcs Nacionals mostrant un dibuix del fort

El fort va ser retornat per les per forces de la Unió l'11 de març de 1862, quan el vaixell USS Wabash va entrar a la badia, trobant que la ciutat havia estat evacuada per les tropes de la Confederació. Els dirigents de la ciutat estaven disposats a rendir-se amb la condició de conservar la ciutat, i la ciutat i el fort van ser recuperats sense disparar cap bala. La resta de la història operativa del fort va ser utilitzada com a presó militar.
A principis del 1875, nombrosos presoners natius americans van ser retinguts al fort en les seqüeles de les guerres índies de l'oest. Molts moriren al fort. Entre els captius hi havia el Cap Cavall Blanc dels kiowes, i Cap Barba Grisa dels xeienes del sud.
Durant aquest període, Richard Henry Pratt, un veterà de la Guerra Civil, va supervisar els presoners i va millorar-ne les condicions. Va treure els grillons dels presoners i els va permetre sortir de les casamates on havien estat confinats. Ells van desenvolupar formes de donar als homes més autonomia i permetre'ls organitzar una educació o programes culturals. Esdevenien un centre d'interès als turistes del nord a St. Augustine, qui va incloure mestres i missioners. Pratt va reclutar voluntaris per ensenyar als presoners indis la llengua anglesa, la religió cristiana, i elements de la cultura americana. Ell i els principals oficials americans creien que aquesta assimilació era necessari per a la supervivència dels indis en una societat canviant.
També se'ls animava a fer art; van crear centenars de dibuixos. Alguns de la col·lecció de l'art Ledger del fort Marion es conserven en la Smithsonian Institution. Podrien ser vistos en línia.
Animat pel progrés dels homes en l'educació, els ciutadans van enviar fons per enviar gairebé 20 dels presoners a la universitat després de ser alliberats del Fort Marion. Disset homes van anar a l'Institut Hampton, una universitat històricament negra. Altres van ser patrocinats i educat a l'estat de Nova York a universitats privades. L'últim va ser David Pendleton Oakerhater, que com és sabut va ser patrocinat pel senador dels Estats Units Pendleton i la seva esposa. Va estudiar i més tard va ser ordenat com un sacerdot episcopal. Va retornar a l'oest per treballar com a missioner en tribus índies. Va ser més tard reconegut per la Santa Seu com a sant.
Les experiències de Prattal Fort Marion van ser la base per la seva campanya per crear internats d'indis americans. Tot i que aquestes escoles eren presumptament amb el propòsit d'educar persones natives, esdevenien llocs on als nens natius se'ls va prohibir de parlar la seva llengua o practicar la seva pròpia religió. Molts nens van ser trets de les seves famílies per la força o sota amenaça de retenir racions alimentàries. Les cartes que els nens escrivien a casa van ser censurades, i molts dels nens van ser portats a campaments de treball agrícola als estius, en comptes de permetre'ls tornar a casa. Molts han acusat als internats indis americans d'abusos incomptables i violacions de lleis laborals dels nens, a més d'acusacions de genocidi cultural. La campanya de Pratt va començar amb la creació de la Caserna Carlisle, la qual era la primera de més de 450 internats indis americans.

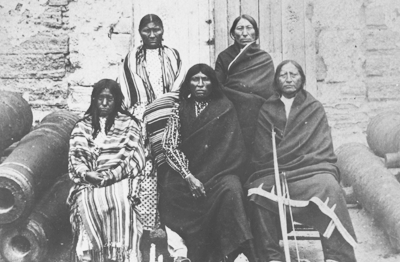
Presoners apatxes al Fort Marion

Entre 1886 i 1887, aproximadament 491 apatxes van ser retinguts com a presoners al Fort Marion; Molts eren del Chiricahua i bandes d'apatxe de les "Primaveres Tèbies d'Arizona". Hi havia 82 homes i la resta era dones i nens. Entre els homes, 14, incloent-hi Chatto, anteriorment havien pagat escoltismes per l'exèrcit dels Estats Units. Entre el Chiricahua hi havia membres de la banda del notable cap Geronimo, incloent-hi la seva esposa. Geronimo va ser enviat al Fort Pickens, en violació dels termes acordats de la seva rendició. Mentre al fort, molts dels presoners van haver de dormir en tendes, ja que no hi va haver espai suficient per a tots ells. Com a mínim 24 apatxes van morir sent presoners i van ser enterrats a la Platja Del nord.
El 1898, uns 200 desertors de la Guerra hispano-estatunidenca van ser empresonats al fort. Això va marcar un dels últims usos del fort com a base operacional. El 1900, el fort va ser tret del servei actiu després de 205 anys de servei sota cinc banderes diferents.
El 1924, el fort va ser designat un Monument Nacional. El 1933 va ser transferit al Servei de Parcs Nacionals del Departament de Guerra. El 1942, en honor del patrimoni espanyol, el congrés va autoritzar rebatejar el fort com Castillo de San Marcos. Com una propietat històrica del Servei de Parcs Nacionals, el Monument Nacional va ser inclòs en el Registre Nacional de Llocs Històrics (RNLH) el 15 d'octubre de 1966. El Servei de Parcs Nacionals dirigeix el Castell juntament amb el Monument Nacional Fort Matanzas. El 1975, el castell va ser designat una Fita Històrica d'Enginyeria Civil per la Societat Americana d'Enginyers Civils.
Des que es va transferir al Servei del Parc, el Castell ha esdevingut una atracció turística popular. Ocupa 10.100 m² (2,5 acres) en una zona cèntrica de Saint Augustine, Florida.
El fort ha estat presentat en molts espectacles televisius incloent-hi Misteris Monumentals i Ghost Adventures.